# Districtul rural Derakhtengan
Districtul rural Derakhtengan (în persană دهستان درختنگان) este un district rural (dehestan) din districtul central al județului Kerman, provincia Kerman, Iran. La recensământul din 2006, populația sa era de 6.847 de locuitori, în 1.868 de familii. Are 69 de sate.